# オーストラリア区

オーストラリア区

オーストラリア区（オーストラリアく、Australasian realm）は、生物地理区の一区分で、オーストラリア、ニュージーランド、および周辺諸島を含むエリアで、いわゆるオーストララシアに相当する。
面積：770万平方キロメートル。
東洋区とは、ウォーレス線（ロンボク海峡からマカッサル海峡）で分離している。ウォーレス線の北端は、フィリピン諸島の南端か北端かで2説ある。
オーストラリア大陸は、長期間、孤立した大陸であるため、特異な生物グループが生息している。

## 哺乳綱
- 最古の哺乳類のグループである単孔類は、オーストラリア区にのみ残存している。
- 有袋類は、オーストラリア区と新熱帯区、新北区（オポッサム）のみ残存している。
- 有胎盤類の捕食動物は、人類と共に渡ってくるまで生息せず、ほとんど有袋類だけで他の地域の哺乳類全群の生態的地位を構成していた。

ネズミ目はネズミ科のみが自然分布（人為的に分布したとクマネズミなどを除く）し、ニューギニア島の方が種数が多いことから東洋区から侵入したと考えられている。

## 鳥綱
オーストラリア区固有科としてはエミュー科、カグー科、クサムラドリ科、クビワミフウズラ科、コトドリ科、ツチスドリ科、ニワシドリ科、フエガラス科などが挙げられる。また東洋区にも分布するものの構成種の多くが本区に分布する分類群もある。（例としてヒクイドリ科など）
逆に他大陸の多く分布する科が分布しない、またはほとんど分布しない。（例としてキツツキ科、シジュウカラ科など）これはゴンドワナ大陸から分離した時期が早く、他の大陸と接することがなかったためと考えられている。

## 爬虫綱
カメ目では淡水域に分布するのは主に曲頸亜目のヘビクビガメ科で、本区を除くと主な分布域が南アメリカ大陸に限られているためゴンドワナ大陸に由来すると考えられている。潜頸亜目に含まれる淡水域に分布するカメはニューギニア島ではスッポン科およびスッポンモドキ、オーストラリア大陸ではスッポンモドキのみが北部に自然分布する。スッポンモドキは古くは他大陸にも分布していたが、現生種は本区内に1種のみ分布する。
有鱗目では本区の固有科としてヒレアシトカゲ科が挙げられる。またヤモリ科ではイシヤモリ亜科が主に分布する（イシヤモリ亜科はヒレアシトカゲ科に近縁とする説もある）。さらにアガマ科も分布し、これらの分類群はゴンドワナ大陸に由来すると考えられている。オオトカゲ科（ヒメオオトカゲ亜属はオーストラリア固有）、トカゲ科、ニシキヘビ科、イシヤモリ亜科を除いたヤモリ科などは東洋区から侵入したと考えられている。
ワニ目では少なくともイリエワニは海水に対する耐性が強い事から、比較的新しい時代に東洋区から海伝いに侵入したと考えられている。

## 両生綱
現生の両生類では無尾目のみが分布する。本区の固有科としてカメガエル科が挙げられる。アマガエル科はアメガエル亜科が分布し、アマガエル科は主に北アメリカ大陸、南アメリカ大陸に多く分布する事からゴンドワナ大陸に由来すると考えられている。他大陸および隣接する東洋区に多く分布するアオガエル科やヒキガエル科は自然分布せず、アカガエル科もほとんど分布していない。
有尾目や無足目は分布しない。